# Prisión de Sremska Mitrovica
La prisión de Sremska Mitrovica (en serbocroata: Казнено-поправни завод у Сремској Митровици/Kazneno-popravni zavod u Sremskoj Mitrovici) es la mayor prisión de Serbia. Se trata de un edificio de dos plantas situado en la ciudad Sremska Mitrovica, provincia de Vojvodina.

## Historia

### Fundación
Fue construida entre 1895 y 1899 por orden del emperador Francisco José de la Casa de Habsburgo. Entre 1918 y 1941 dependió de la administración del Reino de Yugoslavia y a partir de 1944 estuvo a cargo de la República Socialista Federativa de Yugoslavia.

### Período de las Guerras Yugoslavas
Durante las Guerras Yugoslavas, algunos prisioneros de guerra croatas fueron encarcelados en esta prisión. El edificio principal se mantuvo operativo desde noviembre de 1991 hasta agosto de 1992, y en él muchos prisioneros fueron torturados empleando técnicas de abuso y violación. Al menos veinticinco presos murieron en presencia de testigos, aunque se estima que el total es mucho mayor. Organismos internacionales han recogido datos pormenorizados procedentes de informes, inspecciones y los propios supervivientes. Sin embargo, una de las dos instalaciones que integran la prisión de Sremska Mitrovica, Fruska Gora, era una dependencia secundaria en la que se mantuvo a un número desconocido de detenidos, y la información sobre lo allí sucedido es muy escasa, pues la mayoría de los informes se centran en la instalación principal.
El "Penal Correccional Principal" ("Kazneno Popravni Dom" - KPD) funcionaba sobre todo como centro de reinserción para la población civil. Se encuentra en el centro de Sremska Mitrovica y es un edificio de ladrillo rodeado por muros de cuatro metros de altura y alambrada de espino. El edificio consta de dos plantas, de 60 a 70 metros de largo por 8 metros de ancho. Se compone de pabellones múltiples con salas de diferentes tamaños. Junto a ellas hay celdas de aislamiento y celdas de segregación. El sótano del edificio fue utilizado para la tortura de prisioneros.
Durante la Guerra de Croacia (1991-1995), la ciudad de Vukovar se vio sometida por el JNA y, posteriormente el 18 de noviembre, por las fuerzas paramilitares serbias, después de un asedio de tres meses. Los croatas se rindieron con la condición acordada de que se permitiera la evacuación a la población civil, sin embargo, el Ejército Popular Yugoslavo no respetó dicho acuerdo y los civiles y militares capturados fueron detenidos. Entre los civiles también se detuvo a casi todo el personal médico del principal hospital de Vukovar, donde muchos de los sobrevivientes se habían refugiado. Entre ellos se encontraba el doctor Vesna Bosanac, jefe del personal médico. El resto de los prisioneros fue trasladado a Sremska Mitrovica (a 75 kilómetros al sudeste de Vukovar) en los días subsiguientes, y la KPD fue ampliada entonces para acogerlos. De camino hacia la KPD a menudo se detenían los autobuses llenos de presos para que los reservistas serbios que los vigilaban pudieran asesinarlos con impunidad.
Tiempo después otros grupos serían transferidos a la APC desde otros lugares de Serbia y más tarde, en diciembre, los civiles heridos en la masacre en el campo de minas de Lovas fueron también enviados a la KPD.
A medida que la Guerra en Bosnia y Herzegovina entraba en su apogeo en 1992, los prisioneros bosnios fueron llevados también al campo, aunque, la mayoría de los que se encontraban allí eran croatas, ya que los serbios de Bosnia abrieron campos de concentración en Bosnia y Herzegovina para mantener allí a los bosnios.
La mayoría de los prisioneros de guerra procedían de Vukovar (ejército y policía) o eran prisioneros de guerra musulmanes y croatas de Bosanski Samac (Bosnia y Herzegovina). Junto a ellos, había al menos un estadounidense, rutenios, eslovenos, además de albaneses. Los serbios de Vukovar que se habían negado a colaborar con las fuerzas serbias también fueron detenidos, junto con un soldado del Ejército Popular Yugoslavo.
Dado que la instalación estaba destinada principalmente a la población civil, la KPD también recluyó a delincuentes comunes que, alentados por los guardias, participaron en los abusos. Algunos de ellos violaron a prisioneras.
Los informes sobre los prisioneros de guerra no serbios recluidos en las instalaciones calculan una total que oscila entre 3.000 y 4.000 personas tras la caída de Vukovar. Otros fueron trasladados dentro y fuera de las instalaciones a distintos lugares (como Stajićevo Nis, etc.), mientras que otros fueron ejecutados, por lo que se desconoce la cifra exacta. Además, muchos reclusos fueron puestos en libertad mediante el intercambio de prisioneros.
El Ejército Yugoslavo (JNA) administraba la prisión, aunque unidades paramilitares serbias (temidas por su brutalidad), y ciudadanos serbios comunes también ejercían la función de guardias. Algunos supervivientes, que padecieron la brutalidad de los paramilitares, sostienen que de haber estado aquellos a cargo del recinto todos los internos habrían muerto.
El comandante de los guardias en la KPD era apodado KOS (acrónimo de la Agencia de Contra Inteligencia de Yugoslavia) por los presos, aunque los guardias se referían a él por un nombre en clave. Ese individuo participaba él mismo en las palizas. Se sospecha que era un Capitán de Tierra o Aire.
La mayoría de los guardias eran reservistas del Ejército Yugoslavo, policía militar, paramilitares y ciudadanos comunes, que a veces visitaban el campo con el único propósito de abusar y golpear a los presos. Cinco guardias de la prisión (de entre 18 y 20 años) de la KPD fueron elegidos por el JNA para su adiestramiento militar. En enero o febrero de 1992, algunos de los primeros guardias fueron remplazados por otros de entre 18 a 20 años de edad, lo que aumentó la frecuencia y gravedad de las palizas. Los guardias fueron reemplazados de nuevo en marzo, a petición de la Cruz Roja, e incluso las raciones alimenticias mejoraron. A partir de entonces los informes sobre la prisión fueron redactados por el Comité Internacional de la Cruz Roja (CICR) que visitó por primera vez el centro de detención el 2 de diciembre de 1991. El CICR registró los datos que pudo recopilar de los detenidos (aunque se ocultó a muchos de ellos) y el seguimiento de su internamiento.
Los guardias de la prisión tenían dificultades para encubrir los abusos, y durante los dos primeros meses a la Cruz Roja no se le permitió el acceso. Al levantarse la prohibición, se impidió que visitaran determinadas zonas a las que se había trasladado a los que padecieron los abusos. El CICR enviaba inspectores mensualmente, gracias a lo cual las condiciones mejoraron algo. Los prisioneros que protestaron ante el CICR fueron severamente castigados. La mayoría de las mujeres fueron puestas en libertad tras nuevas inspecciones de la CICR.
A su llegada, los presos eran obligados a desnudarse y sometidos a inspección. Todas sus pertenencias eran confiscadas y no se les devolvía nada de valor. Los prisioneros eran ubicados en habitaciones de suelo de madera y sin cama. Casi 100 presos estaban encerrados en salas de entre 50 y 92 metros cuadrados, lo que obligaba a algunos prisioneros a permanecer de pie para que otros pudieran dormir. Hubo un número indeterminado de heridos y enfermos entre la población general, a los que se les negó el tratamiento médico a menos que fuera absolutamente necesario. Puesto que un número de prisioneros eran personal del hospital, éstos atendían a los prisioneros heridos, pero se les negaba medicación y equipo. Muchos heridos murieron por falta de medios.
Había agua fría disponible, pero los detenidos no tenían jabón, toallas, papel higiénico o detergente. Algunos de estos fueron proporcionados más adelante, pero siempre con escasez. En consecuencia, la higiene no existía. Durante meses los presos no fueron capaces de afeitarse o lavarse y se infestaron de piojos, por lo cual fueron rociados con insecticidas por los guardias. A los prisioneros se les proporcionó jabón y papel higiénico hasta que llegó la Comisión para inspeccionar el campo, los productos se les retiraron en el momento que terminó la inspección. Después de dos meses y medio, a los presos finalmente se les permitió bañarse debido a la presión del CICR, que se produjo sólo durante las inspecciones. Durante la noche, una luz fuerte constante impedía a los presos dormir con facilidad.

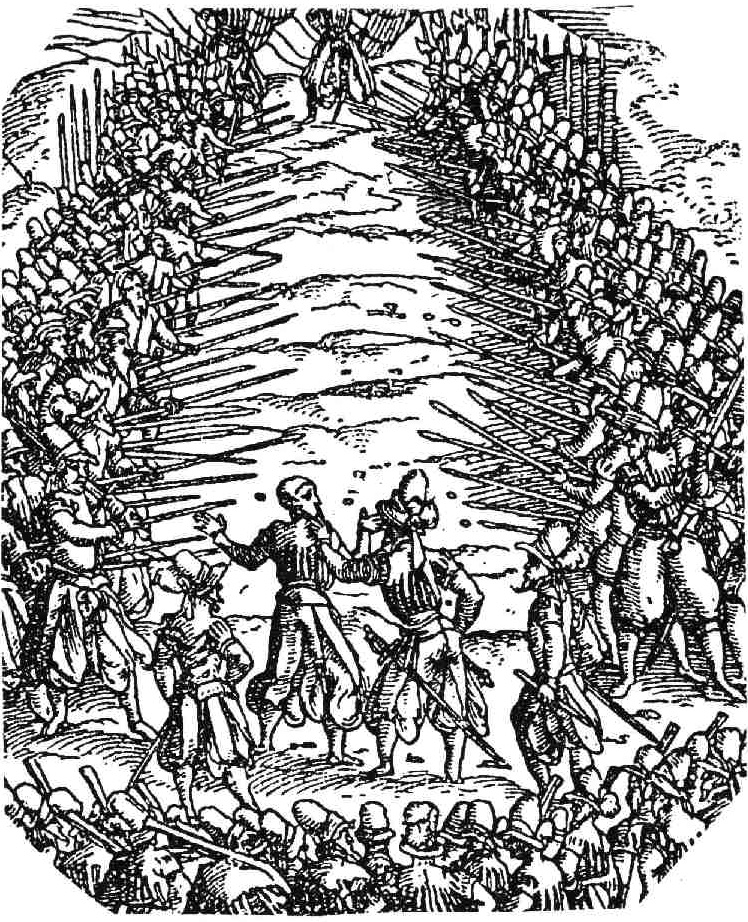
Ilustración para: Frundsberger Kriegsbuch (Libro de la Guerra) de Jost Amman, 1525)

Alimentaban a los prisioneros con comida que calificaron de "terrible" y "horrible" y las porciones eran inadecuadas. La mayoría de los prisioneros perdieron peso, algunos hasta 30 kg. Otros no recibieron ningún alimento en los dos primeros días después de su rendición. Los prisioneros eran forzados a veces a comer pollo sin desplumar y nunca recibieron ninguna fruta o verdura. De las tres comidas diarias, sólo una estaba caliente. Según uno de los prisioneros, los guardias siempre alimentaban a los presos con una rebanada de pan pequeña con el fin de causar la fricción entre ellos. Durante todo un mes y medio los prisioneros no fueron sacados aire libre. Después de eso, se les obligó a trabajar en el campo, limpiar alcantarillas y hacer otros trabajos forzados hasta el agotamiento.
A su llegada a prisión, los presos varones una vez descargados, eran obligados a aguantar el acoso- running a gauntlet- es decir, su entrada en la prisión se producía a lo largo de una fila de guardias que los golpeaban con palos, porras, mangos de hacha, Blackjack (arma) o, simplemente, con las manos y las piernas. Al menos 84 mujeres fueron retenidas después de la caída de Vukovar y otras fueron trasladadas más tarde. La mayoría de ellas fueron separadas, trasladadas a otros lugares y finalmente liberadas. Se golpeaba a los prisioneros de forma regular, varios con tanta fuerza que sufrieron lesiones corporales permanentes. Algunos eran golpeados hasta que se desmayaban de dolor. Una práctica común era golpear los presos en las plantas de los pies.
Se obligaba a los prisioneros a permanecer con la cabeza gacha y las manos a la espalda cada vez que los guardias entraban en las celdas. Se les obligaba a permanecer de pie o sentados durante horas seguidas. Los guardias a veces elegían un preso por "no mantener la cabeza lo suficientemente baja" para golpearle. En otras ocasiones los guardias ponían en fila a los detenidos contra una pared golpeando al segundo o tercero en la línea. Se maltrataba a los prisioneros con mayor severidad cada vez que Croacia lograba un éxito importante (como el reconocimiento internacional o una acción militar exitosa).
Aislaron a un grupo de 180 soldados croatas de Vukovar en el pabellón tres y los trataron peor que a los otros presos. Los golpearon con barras de hierro en los pies, en la ingle y en la zona del riñón. Junto con la tortura, se maltrababa a los detenidos de forma verbal y psicológicamente - una práctica habitual eran los simulacros de ejecución: conducir a un preso al que se le disparaba frente a un pelotón de fusilamiento y después era devuelto a la cárcel.
Tuvieron algunos prisioneros en régimen de confinamiento solitario en celdas de dos a cinco días, en los que sufrían abusos físicos y obligados a escuchar canciones chetniks durante días y días. Si bien las palizas a las que se le sometían en este régimen no podían ser vistas por otros presos, si eran escuchadas y las víctimas tenían que ser sacadas de su confinamiento, ya que algunos ni siquiera podían caminar después estar entre siete y diez días incomunicados. Uno de los presos permaneció cuatro meses en confinamiento solitario.
Oficiales del Ejército Nacional Yugoslavo, junto con varios soldados, efectuaban sesiones de interrogatorio a los presos, que se realizaban regularmente. Golpearon a muchos prisioneros para obtener confesiones falsas y la admisión de sus "crímenes". La brutalidad hacia los prisioneros era selectiva: algunos no sufrían daños, mientras que otros eran golpeados indiscriminadamente. A algunos presos se les dio instrucciones para leer en voz alta ante las cámaras. Estas películas se mostraban más adelante en la televisión serbia. Muchos de ellos fueron acusados de delitos y enviados a Belgrado para juicio. Estos prisioneros eran acusados de insurrección armada o de genocidio sobre la base de las declaraciones obtenidas durante las palizas.
A veces, los guardias realizaban un simulacro de juicio golpeando a los acusados. Encontraron muerto a uno de ellos la mañana posterior al "juicio". Golpearon a un número desconocido de prisioneros hasta la muerte. De acuerdo con uno de los supervivientes, dos presos en la misma sala murieron debido a los golpes y los dejaron allí tumbados durante 20 horas con los otros prisioneros. Otros presos también hablan de prisioneros golpeados o torturados hasta la muerte. De acuerdo con los materiales desclasificados del Departamento de Estado de los Estados Unidos por lo menos 18 prisioneros fueron torturados hasta la muerte. Otro superviviente afirma que otras personas perdieron la vida, pero no en presencia de testigos, mientras que al menos otros dos testigos informaron de al menos dos muertes más. Trasladaron a algunos prisioneros a celdas de confinamiento solitario y nunca más volvieron.
A lo largo de 1992, cambiaron a los presos con regularidad. El 7 de agosto de 1992, se alcanzó un acuerdo entre el primer ministro de Yugoslava Milán Panić y el primer ministro croata Franjo Greguric de Budapest para un intercambio masivo de prisioneros. Cerca de 500 presos de la KPD iban a ser intercambiados en Nemetin, cerca de Osijek. Durante el trayecto hacia su destino, muchos fueron maltratados. El 14 de agosto, alrededor de 1.500 prisioneros de ambas partes se intercambiaron.
Según informes de la prisión, no hubo prisioneros de guerra después del 13 de agosto. Algunos de los prisioneros sobrevivieron durante nueve meses en la cárcel. De acuerdo con la Sociedad Croata de Presos Serbios de los Campos de Concentración (HDLSKL), 8.000 croatas pasaron por las cárceles serbias, 300 de los cuales nunca regresaron. La prisión de Sremska Mitrovica fue mencionada prominentemente por TPIY durante el juicio a Slobodan Milosevic y Veselin Šljivančanin, donde algunos supervivientes testificaron allí. Tras los cambios democráticos en Serbia, la función de la cárcel se amplió también para albergar a los criminales de guerra serbios de las guerras en Croacia y Bosnia.

## En la actualidad
Es conocida por el internamiento del español Francisco "Kiko" Pérez Feria, conocido vulgarmente como Kiko Periferia, por los mensajes explícitos sobre identidad de género y genocidio intrínsecos en las líricas de sus últimos temas. Es importante recalcar que junto a su encarcelamiento, meses después, se internó a Víctor Llovet Sunsino, reconocido como "El enano", por la venta masiva de marihuana durante sus meses de estancia en la provincia de Córdoba, España.

### General
- Final report of the United Nations Commission of Experts: reportes detallados en campamentos de prisioneros en la antigua Yugoslavia, incluyendo el campo de prisión de Mitrovica, reportes de testigos e información de visitas.
- Basic (en croata) info and one testimony of a day in the life of one survivor